# Estadi Municipal de Mahamasina
L'Estadi Municipal de Mahamasina (en francès: Stade Municipal de Mahamasina) és un estadi esportiu situat a la ciutat d'Antananarivo, Madagascar.
Té una capacitat per a 22.000 espectadors. Principalment és utilitzat per partits de futbol, rugbi a 15 i atletisme.
L'any 2005 s'hi produí una allau humana que matà dues persones durant el partit Kaizer Chiefs contra USJF Ravinala. El 26 de juny de 2016, durant un concert gratuït, una bomba detonà matant a dues persones i ferint-ne al voltant de 80.
El 8 de setembre de 2018 una estampida a l'entrada a l'estadi matà una persona i en ferí 37.
El 26 de juny de 2019, un mínim de 16 persones van morir i 101 resultaren ferides en una aglomeració abans d'un concert de la cantant Rossy el dia de la independència.